# ارمانو شروینو
ارمانو شروینو (ایتالیایی: Ermanno Scervino) شرکت پوشاک ایتالیایی است، که در سال ۲۰۰۰ میلادی تأسیس شد.